# Сорокин, Виктор Сергеевич
Ви́ктор Серге́евич Соро́кин (27 октября 1908, Вязьма — май 1994, Иваново) — советский физик, кандидат физико-математических наук, профессор.

## Биография
Родился в семье офицера-артиллериста (?-1918) и преподавательницы женской гимназии. Во время Гражданской войны вместе с матерью часто переезжал. В школе учился нерегулярно, занимался самообразованием.
В 1926—1930 годах учился на физико-механическом факультете Ленинградского политехнического института, после окончания которого был распределён в лабораторию Н. Н. Семёнова Ленинградского физико-технического института А. Ф. Иоффе. После преобразования института продолжил работу под руководством Семёнова в Институте химической физики, затем — в Ленинградском институте физических и химических исследований. В 1935 году получил степень кандидата наук без защиты диссертации за работу по теории цепных реакций.
В том же году узнал, что на него был написан донос, и из-за угрозы подвергнуться репрессиям был вынужден переехать во Владивосток, где в 1935—1939 годах был доцентом Дальневосточного университета, после чего вернулся в Ленинград и стал доцентом кафедры теоретической физики физического факультета Ленинградского государственного университета.
В 1941 году добровольно ушёл в ополчение, откуда был переведён в регулярную армию. В том же году был демобилизован из-за тяжёлого ранения, в течение года находился на лечении в различных госпиталях, после чего попал в Иваново, где остался и стал доцентом кафедры теоретической физики Ивановского государственного университета. В 1945 году возглавил кафедру.
В 1951 году по приглашению И. Г. Шапошникова переехал в Пермь, где стал доцентом кафедры теоретической физики Пермского государственного университета. В 1958 году, после ссоры со своим коллегой Г. А. Остроумовым, ушёл из университета и вернулся в Иваново, где снова стал заведующим кафедрой ИвГУ (до 1964 года). В 1968 году вышел в отставку.

## Научная деятельность
Занимался исследованиями в различных областях: математическая физика, специальная теория относительности, квантовая механика, термодинамика (в частности, тепловая конвекция), гидродинамика. Его статьи были опубликованы в том числе в журнале «Успехи физических наук», а также вошли в «Курс теоретической физики» Л. Д. Ландау и Е. М. Лифшица.